# إينوياشيكي
إينوياشيكي (باليابانية: いぬやしき) مانغا خيال علمي يابانية من تأليف ورسم هيرويا اوكو. صدرت المانغا عام 2014 في مجلة كودانشا "إفنين"، ولديها 10 مجلدات نشرت. واقتبست المانغا إلى مسلسل أنمي عرض في عام 2017.

## القصة
القصة تدور حول إينوياشيكي الذي لديه عائلة مكونة من زوجة وطفلين ولا يعتني به أحد، عندما علم بأنه سيعيش لمدة 3 أشهر فقط أدرك بأن كلبة هو الوحيد الذي سيحزن على فراقه، بعد فترة قصيرة قُتل السيد إينو من خلال هبوط فضائيين وتم إعادة بنائه من قبلهم ليكون عبارة عن آلة من الداخل وجسم بشري من الخارج، كيف ستتغير حياة إينو بعد أن أصبح كائنًا آخر؟

## الشخصيات
- ايتشيرو إينوياشيكي (باليابانية: 犬屋敷 壱郎)

مؤدي الصوت: فوميو كوهيناتا.
- هيرو شيشيغامي (باليابانية: 獅子神 皓)

مؤدي الصوت: نيجيرو موراكامي.
- ناويوكي اندو

مؤدي الصوت: هونغو كاناتا.
- ماري إينوياشيكي

مؤدي الصوت: سوميري أويساكا.
- شيون واتانابي

مؤدي الصوت: سومير موروهوشي.

## روابط أضافية
- الموقع الرسمي
 (باليابانية)
- إينوياشيكي على موقع ANN manga (الإنجليزية)

لم يتم العثور على روابط لمواقع التواصل الاجتماعي.